# 海倫·道格拉斯

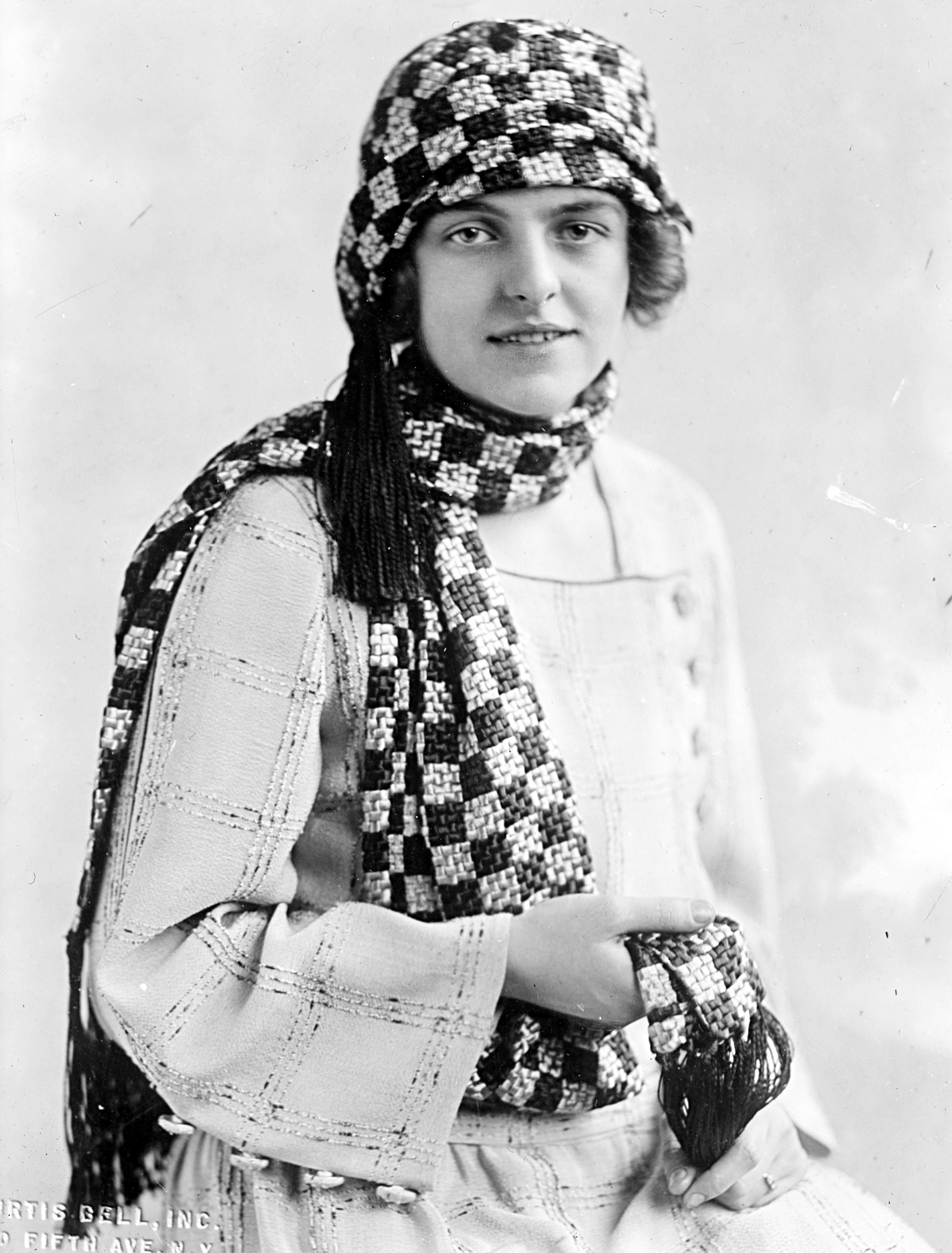
海倫·嘉哈根, c. 1920s

海倫·嘉哈根·道格拉斯（英語：Helen Gahagan Douglas，1900年11月25日—1980年6月28日）是一位美國演員和政治家。她是第三位當選美国国会議員的加州女性，也是民主黨第一位成功進入國會的女性黨員：她的當選讓加州成為美國最早在民主和共和兩黨中皆選出女性國會議員的兩個州之一（另一州為伊利諾伊州）。

## 政治生涯
嘉哈根·道格拉斯自1940年代起開始她的政治生涯。她在1944年以民主黨黨員身份當選成為美国众议院加州第十四國會選區之代表，以「有原則的女性權利、公民自由和世界反戰之推動者」的形象連任三屆眾議院議員。在這段期間內，她與當時的國會議員（之後當選美國總統）林登·詹森有一段公開的戀情。道格拉斯小姐曾在諷刺歌手湯姆·勒爾（Tom Lehrer）的〈喬治·墨菲〉（George Murphy）中被提及，歌詞寫到「好萊塢經常試著將演藝世界和政治結合——從海倫·嘉哈根到隆納·雷根⋯⋯」

### 1950年參議員選舉
在1950年，雖然時任同黨加州參議員的謝里登·唐尼（Sheridan Downey）希望尋求第三次連任，但嘉哈根·道格拉斯仍決定參選。民主黨加州區主席威廉·馬隆（William Malone）曾建議道格拉斯延後到1952參選，以避免和唐尼競爭造成黨內分裂。但嘉哈根·道格拉斯認為唐尼對退役軍人和基層農夫毫不重視，已不再適任國會議員。唐尼在黨內初選中退出，改為支持第三位候選人——洛杉磯《每日新聞報》出版人曼徹斯特·博迪（Manchester Boddy）。當嘉哈根·道格拉斯擊敗博迪獲得民主黨提名後，唐尼轉向支持共和黨眾議員理查·尼克森。尼克森的國會同僚約翰·甘迺迪在私底下贊助了尼克森對抗道格拉斯的競選活動。
在這場對尼克森的選戰中，嘉哈根·道格拉斯成為被抹黑攻擊的對象。對手暗指她有「紅色」（共產主義）色彩，尼克森以投票記錄為證據，將嘉哈根·道格拉斯與支持蘇維埃的極左派議員維多·馬爾坎托尼奧（Vito Marcantonio）連結。此外，博迪為她取了「粉紅女士」（the Pink Lady）的綽號，稱他「（從外）到內衣都是『粉紅色』的」。（粉紅（Pinko）在1920年代的美國是指對共產主義有共感的非共產組織成員。）尼克森隨後在普選中也沿用了同樣的攻擊手段，他的競選團隊主席默里·乔蒂纳甚至派發了一份印製在粉紅色紙張上的傳單。
而嘉哈根·道格拉斯則反擊稱尼克森為「狡猾的迪克」（Tricky Dick），使之成為美國政治史上流傳最久的綽號之一。然而最後尼克森以59%的得票率贏得了這場選舉，蓋哈根·道格拉斯的政治生涯也自此邁向終點。保守派民主黨員（之後轉加入共和黨）山謬·W·約堤（Samuel W. Yorty）接替了蓋哈根·道格拉斯在國會中的席位。

## 晚年生活與逝世
曾有傳言指出杜魯門原欲指派道格拉斯就任政府職位，但她和尼克森之間的選戰讓這項指派對總統來說變得太具爭議性。道格拉斯在1952年重回擔任演員，並在八年後的總統大選中為約翰·甘迺迪助選，甘迺迪在該場1960年的選舉中擊敗尼克森當選美國總統。道格拉斯也在1972年的補選中支持尼克森的對手乔治·麦戈文，並在水门事件爆發期間疾呼要求尼克森下台。
在1979年的畢業典禮上，巴纳德学院授與蓋哈根·道格拉斯該學院的最高榮譽——巴纳德傑出獎章（Barnard Medal of Distinction）。
嘉哈根·道格拉斯於1980年6月28日因乳腺癌與肺癌過世，享年79歲。加州議員艾倫·克蘭斯頓（Alan Cranston）在1980年8月5日的國會演說中讚揚嘉哈根·道格拉斯，他說道「我相信海倫·嘉哈根·道格拉斯是美國政治史上最偉大、最能言善辯、最具思考能力的人之一。她是20世紀最傑出的領袖之一，甚至與愛蓮娜·羅斯福在政治高度、同理心和成就上相提並論。」

## 延伸閱讀
- Mitchell, Greg.Tricky Dick & the Pink Lady: Richard Nixon vs Helen Gahagan Douglas-Sexual Politics & the Red Scare, 1950,(1998)
- Scobie, Ingrid Winther. Center Stage: Helen Gahagan Douglas, (1995), by a history professor
- Van Ingen, Linda,

### 主要資料來源
- Douglas, Helen Gahagan. A Full Life (Garden City, N.Y.: Doubleday, 1982),  autobiography

## 外部連結
- Helen Gahagan Douglas－美國國會國家人物傳記大辭典
- 美國國會中的女性（Women in Congress）
- 海倫·蓋哈根·道格拉斯人物側寫 （页面存档备份，存于）（奧克拉荷馬大學）
- Helen Gahagan在互联网电影资料库（IMDb）上的資料（英文）
- 在Find a Grave上的Helen Gahagan Douglas

| 美国众议院             | 美国众议院                                | 美国众议院           |
| ---------------------- | ----------------------------------------- | -------------------- |
| 前任者： 湯瑪士·F·福特 | 美國加州（第14選區）眾議員 1945年－1951年 | 繼任者： 山謬·W·約堤 |
| 政党职务               |                                           |                      |
| 前任者： 小威爾·羅傑斯 | 民主黨提名國會議員加州參選人 1950年       | 繼任者： 理查·理查斯 |